# جون كاني
جون ف. كاني (بالإنجليزية: John Canny) (ولد في عام 1958) هو عالم أسترالي في مجال الحاسب الآلي، وحالياً أستاذ الهندسة في قسم علوم الحاسب الآلي بجامعة كاليفورنيا في بيركلي، عُرف بمساهمته في مجال معالجة الصور والتي من أهمها اقتراح خوارزمية كاني لكشف الحواف.

## السيرة الذاتية
حصل جون كاني على درجة البكالوريوس في علوم الحاسب الآلي والفيزياء النظرية من جامعة أديلايد في جنوب أستراليا في عام 1979، وبكالوريوس (مع مرتبة الشرف) في الهندسة الكهربائية، جامعة أديلايد، 1980، ثم حصل على درجتي الماجستير والدكتوراه من معهد ماساتشوستس للتكنولوجيا في عامي 1983 و1987، على التوالي، وفي عام 1987، التحق بكلية الهندسة الكهربائية وعلوم الكمبيوتر بجامعة كاليفورنيا في بيركلي.

## اهتماماته البحثية
- التفاعل بين الإنسان والحاسوب (HCI)
- الذكاء الاصطناعي (AI)
- التحكم والأنظمة الذكية والروبوتات (CIR)
- الرسومات (GR)
- الأمن (SEC)